# Hypopterygium balantii
Hypopterygium balantii là một loài Rêu trong họ Hypopterygiaceae. Loài này được (Kindb.) Müll. Hal. ex Loeske mô tả khoa học đầu tiên năm 1903.